# Nicolas-Louis de Lacaille
L'abate Nicolas-Louis de Lacaille (Rumigny, 15 marzo 1713 – Parigi, 21 marzo 1765) è stato un astronomo francese.

## Biografia

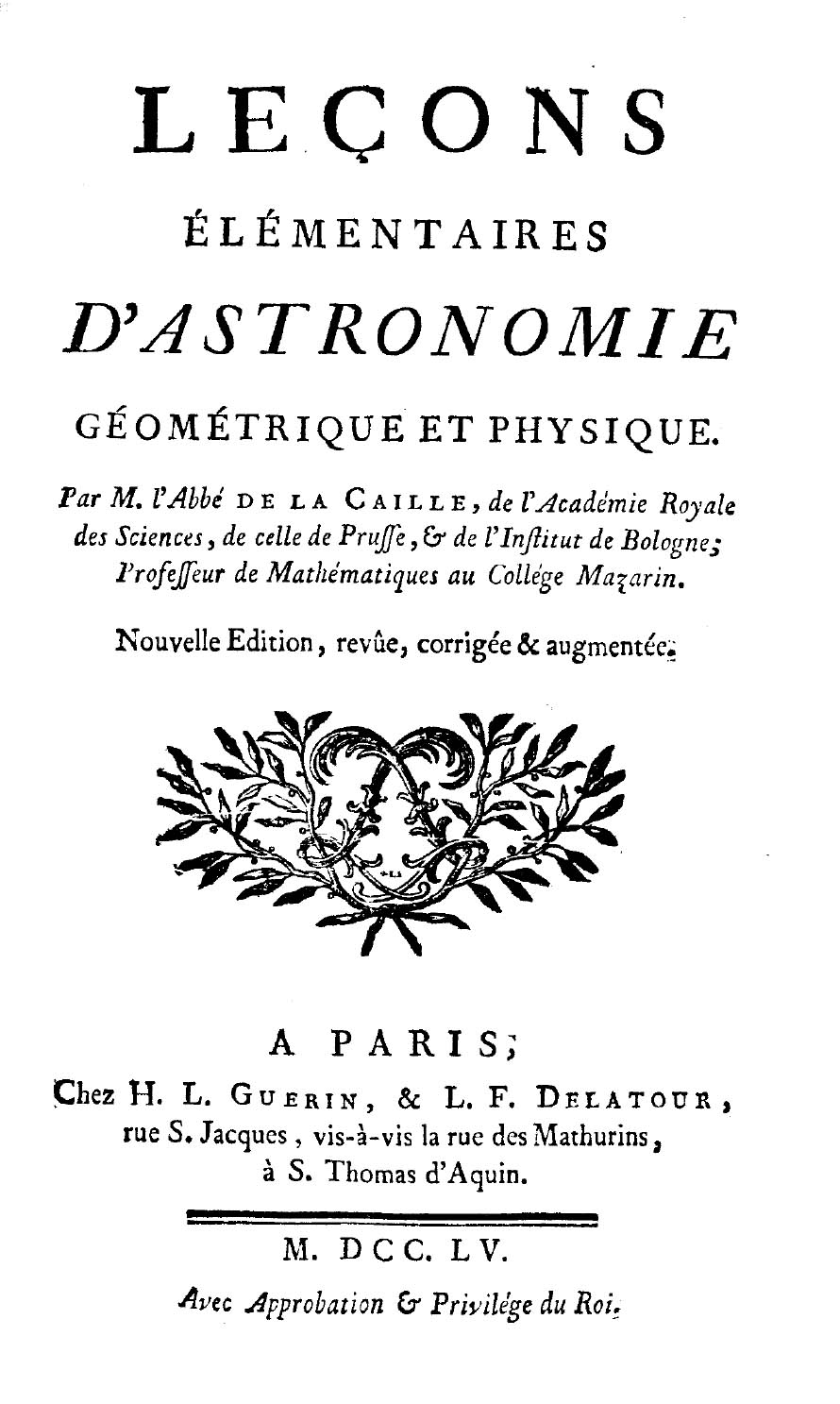
Leçons elementaires d'astronomie géométrique et physique, 1755

Era il figlio di Charles Louis (1679-1731), gentiluomo della guardia reale, e Barbe Rebuy.
È noto soprattutto per il suo catalogo di quasi 10 000 stelle del cielo australe, inclusi 42 oggetti nebulosi. Il catalogo, chiamato Coelum Australe Stelliferum, fu pubblicato postumo nel 1763 e introdusse 14 nuove costellazioni: la Bussola, il Bulino, il Compasso, la Fornace, la Macchina Pneumatica, la Mensa, il Microscopio, l'Orologio, l'Ottante, il Pittore, il Regolo, il Reticolo, lo Scultore e il Telescopio.
Lasciato indigente dalla morte del padre nel 1731, poté intraprendere gli studi di retorica e di filosofia al Collège de Lisieux e di teologia al Collège de Navarre di Parigi grazie alla generosità del duca di Bourbon, che ne sostenne le spese.
Dopo aver ricevuto l'ordinazione diaconale, tuttavia, si concentrò sulla scienza. Con l'appoggio di Jacques Cassini, ottenne dapprima il compito di effettuare rilievi topografici sulla costa da Nantes a Bayonne e poi, nel 1739, di rimisurare l'arco di meridiano francese. Grazie al successo in questa difficile operazione, che occupò due anni e permise di correggere il risultato inesatto ottenuto da Cassini nel 1718, fu ricompensato con l'ammissione all'Accademia e la carica di professore di matematica al Collège Mazarin, dove lavorò in un piccolo osservatorio adattato alle sue necessità.
Il suo desiderio di osservare i cieli meridionali lo spinse a proporre nel 1750 una spedizione astronomica al Capo di Buona Speranza, che fu autorizzata ufficialmente dall'Académie des sciences. Fra i più importanti risultati da lui ottenuti si annoverano: 
- le determinazioni della parallasse lunare e solare,
- la prima misurazione di un arco di meridiano sud africano,
- l'osservazione di 10 000 stelle meridionali.

Tornato a Parigi nel 1754, Lacaille rimase frastornato dal trovarsi oggetto di attenzione pubblica; si ritirò pertanto nel Collège Mazarin, dove, facendo uso dell'osservatorio astronomico a disposizione, poté proseguire le sue osservazioni. Qui Lacaille fu l'autore nel 1757 dell′Astronomiae fundamenta e nel 1758 delle Tabulae solares.
Morì nel 1762 per un attacco di gotta aggravato dal troppo lavoro.
Jérôme Lalande disse di lui che, nonostante la sua vita relativamente corta, aveva fatto più osservazioni e calcoli di tutti gli astronomi del tempo messi insieme. Tra i suoi illustri allievi si possono ricordare Antoine-Laurent de Lavoisier e Jean Sylvain Bailly, suo allievo prediletto.
Nel 1763 furono pubblicati, postumi, altri lavori di Lacaille, come il Coelum australe stelliferum e il Journal historique du voyage fait au cap de Bonne Espérance. Un'ulteriore opera postuma furono i volumi dal 4º al 6º delle Ephémérides des mouvements célestes... pour le méridien de Paris (per gli anni 1745-1774). Quest'ultimo lavoro era una continuazione delle Ephémérides pubblicate da Philippe Desplaces in tre volumi, per coprire gli anni 1715-1744. Il sesto volume (per gli anni 1765-1774) fu completato dall'allievo Bailly.
Bailly pubblicò, inoltre, dopo la morte del maestro un éloge biografico commemorativo alla sua memoria, l′Éloge de l'abbé de Lacaille. Il testo fu scritto certamente dopo il 1763 e fu pubblicato nel 1770. Un altro éloge, precedente a quello di Bailly fu quello di Jean-Paul Grandjean de Fouchy, all'epoca segretario perpetuo dell'Académie des sciences.

## Opere
- Astronomiae Fundamenta (1757), contenente un catalogo di 398 stelle, riedito da Francis Baily
- Tabulae Solares (1758)
- Coelum australe stelliferum (1763) osservazioni di 10 000 stelle, e descrizione di quattordici nuove costellazioni.
- Observations sur 515 étoiles du Zodiaque (con Jean Sylvain Bailly)
- Leçons élémentaires de Mathématiques (1741), frequentemente ristampato
- Leçons élémentaires de Mécanique (1743)
- Leçons élémentaires d'Astronomie (1746), quarta edizione integrata da Lalande (1779)
- Leçons élémentaires d'Optique (1750), seconda edizione Parigi, 1764
- I suoi calcoli delle eclissi di 1 800 anni furono inseriti in L'Art de vérifier les dates dal benedettino Charles Clémencet (1750)